# آموس هاکستین
آموس جی. هاکْستین یا آموس جی. هوخشتاین یا عاموس هوخشتاین (انگلیسی: Amos J. Hochstein؛ زاده ۴ ژانویه ۱۹۷۳) بازرگان، دیپلمات و لابی‌گر پیشین اسرائیلی-آمریکایی است. او از مقام‌های ارشد امنیت ملی و اقتصادی در دولت بایدن است. هاکستین در کنگره ایالات متحده فعالیت کرده است، در مقابل هیئت‌های کنگره شهادت داده است و در دولت باراک اوباما در زمان وزیران امور خارجه کلینتون و کری فعالیت کرده است. وی در سال ۲۰۱۱ به عنوان قائم‌مقام دستیار وزیر امور خارجه و در سال ۲۰۱۳ به عنوان نماینده ویژه و هماهنگ‌کننده امور بین‌المللی انرژی منصوب شد. در سال ۲۰۱۵، رئیس‌جمهور باراک اوباما هاکستین را به عنوان دستیار وزیر امور خارجه در امور منابع انرژی معرفی کرد، اما سنا برای این نامزدی جلسه رای اعتماد برگزار نکرد.
هاکستین در زمانی که در وزارت امور خارجه بود، به عنوان مشاور نزدیک بایدن، معاون رئیس‌جمهور کار می‌کرد. او از سال ۲۰۱۱ تا ۲۰۱۷ در دولت کار کرد.
در مارس ۲۰۱۷ وی به شرکت تلوریان، یک شرکت خصوصی ال‌ان‌جی مستقر در هیوستون پیوست و تا سپتامبر ۲۰۲۰ که شرکت خارج شد به عنوان معاون ارشد بازاریابی کار کرد. او در هیئت مدیره شورای آتلانتیک و شورای تجاری ایالات متحده و هند عضو است. هاکستین یکی از اعضای سابق هیئت نظارت نفتوگاز اوکراین است که در اکتبر ۲۰۲۰ با نوشتن مطلبی که در آن بازگشت خرابکاری‌ها در قالب نیروهای فاسد را برجسته می‌کرد استعفا داد.
در ۱۰ اوت ۲۰۲۱، آنتونی بلینکن، وزیر امور خارجه ایالات متحده، اعلام کرد که هاکستین را به عنوان مشاور ارشد امنیت انرژی منصوب می‌کند و متعاقباً او به عنوان هماهنگ‌کننده ویژه ریاست جمهوری برای زیرساخت‌های جهانی و امنیت انرژی منصوب شد. او در حال حاضر رهبری مشارکت بایدن برای زیرساخت‌ها و سرمایه‌گذاری جهانی را نیز بر عهده دارد.

## زندگی‌نامه
هاکستین که فرزند مهاجران یهودی آمریکایی است در اورشلیم به دنیا آمده است. او قبل از بازگشت به واشینگتن در نیروهای دفاعی اسرائیل عضو بود ولی وی تابعیت دوگانه ندارد. او از سال ۱۹۹۴ تا ژانویه ۲۰۰۱ مشاور سیاست خارجی اعضای حزب دموکرات کمیته روابط خارجی مجلس نمایندگان آمریکا بود.
او با جولی ره رینگل ازدواج کرده است. آنها با هم چهار فرزند دارند و در واشینگتن، دی.سی. زندگی می‌کنند همسرش برای مدرسه آموزش مداوم دانشگاه جورج تاون در برنامه مربیگری رهبری اجرایی کار می‌کند. او یک یهودی ارتدکس مدرن است.

## زندگی حرفه‌ای

### مشاوره به کنگره
هاکستین از سال ۱۹۹۴ در کپیتال هیل ابتدا در کمیته روابط خارجی مجلس نمایندگان ایالات متحده فعالیت کرد. در سال‌های بعد او در سمت‌های ارشد مختلفی برای نمونه در کمیته روابط بین‌المللی مجلس نمایندگان خدمت کرد و به عنوان مشاور ارشد سیاست‌گذاری فعالیت داشت. در سال ۱۹۹۷ او به کره شمالی اعزام شد تا گزارشی از وضعیت اقتصادی و نظامی این کشور و همچنین پیشرفت و فرصت‌های کمک‌های بشردوستانه تهیه کند.
سپس هاکستین به عنوان مشاور ارشد سیاست‌گذاری در کمیته روابط خارجی مجلس نمایندگان ایالات متحده خدمت کرد. او ابتدا به عنوان مسئول ارشد دموکرات در زیرکمیته سیاست اقتصادی، تجارت و محیط زیست فعالیت داشت، جایی که نظارت بر کارهای مرتبط با بانک صادرات-واردات، OPIC و USTDA و همچنین تدوین قوانین مربوط به کنترل صادرات و سازمان‌های چندجانبه تجارت را بر عهده داشت.
هاکستین همچنین به عنوان مشاور ارشد سیاست‌گذاری برای مارک وارنر، فرماندار وقت، و سپس به عنوان مدیر سیاست‌گذاری برای سناتور کریستوفر داد کار کرد. او در اوایل سال ۲۰۰۷ به تیم کریستوفر داد پیوست و در طول کمپین انتخابات ریاست جمهوری ۲۰۰۸ مدیر سیاست‌گذاری او بود.
هاکستین همچنین به عنوان دستیار نماینده سام گجدنسون فعالیت داشت. در زمان حضورش در کپیتال هیل، هاکستین به عراق سفر کرد و در گفتگوهای دیپلماتیک پشت پرده برای لغو احتمالی تحریم‌های اقتصادی ایالات متحده در قبال اسکان هزاران پناهجوی فلسطینی در عراق مرکزی شرکت داشت. هاکستین استدلال کرد که تحریم‌های اقتصادی باید حفظ شوند، اما اذعان داشت که انسانی‌تر کردن این تحریم‌ها ضروری است.

#### مواضع در انرژی و سیاست خارجی
هاکستین انرژی‌های تجدیدپذیر را بسیار مهم می‌داند و آن‌ها را در مرکز بازار انرژی آینده و سیاست انرژی ایالات متحده قرار می‌دهد. او معتقد است که انتقال واقعی به یک ترکیب انرژی کاملاً تجدیدپذیر زمان‌بَر خواهد بود و استفاده از منابع پاک‌تر (مانند ال‌ان‌جی برای جایگزینی با نفت‌های خام سنگین) برای این دوره انتقالی برای حفظ توسعه اقتصادی و رشد حیاتی است. هاکستین گفت: «اینجا در واشینگتن، فکر می‌کنم ما آخرین شهری هستیم… که همچنان در مورد سوخت‌های فسیلی و انرژی‌های تجدیدپذیر به عنوان یک بازی با بازی مجموع-صفر صحبت می‌کنیم… این‌طور نیست که با یک دوگانه روبرو باشیم. هر دو مورد نیاز خواهند بود زیرا ما به انرژی پایه و سوخت‌های مورد نیاز برای انتقال به آینده نیاز داریم.»
در رویداد گذار به انرژی تجدیدپذیر در سال ۲۰۱۵ که توسط آژانس بین‌المللی انرژی‌های تجدیدپذیر (ایرِنا) و بخش مرکز جهانی انرژی در شورای آتلانتیک میزبانی می‌شد هاکستین اظهار داشت که «برخلاف نفت و گاز، پیشرفت‌های تکنولوژیکی که در انرژی‌های تجدیدپذیر می‌بینیم آن‌ها را ارزان‌تر و بهتر کرده است.» او افزود: «امنیت انرژی ایالات متحده، پایداری انرژی و اهداف اقلیمی همدیگر را تقویت می‌کنند. از این رو، ما در حال کار برای ارتقای بهره‌وری انرژی، حفظ انرژی و تحول در سیستم‌های انرژی هستیم. ما اصلاحات بازار، مانند حذف یارانه‌های سوخت‌های فسیلی، را تشویق می‌کنیم که می‌تواند به تقاضای کلی انرژی پاسخ دهد.»
رسانه‌های ملی و بین‌المللی مختلفی با هاکستین مصاحبه کرده‌اند و دربارهٔ سیاست انرژی، امنیت انرژی و سیاست خارجی اظهار نظر کرده است. به دلایل ملاحظات زیست‌محیطی و اقتصادی، دولت بایدن و هاکستین با طرح خط لوله ایست‌مد مخالفت کرده و به جای آن مسیر مصر را ترجیح می‌دهند.

## عضویت‌ها
هاکستین عضو سابق هیئت نظارت شورای آتلانتیک است و شورای تجاری آمریکا و هندوستان است. هاکستین عضو سابق هیئت نظارت شرکت انرژی اوکراینی نفتوگاز است. او در سال ۲۰۱۷ منصوب شد و در اکتبر ۲۰۲۰ با این ادعا که دولت اوکراین در حال بازگشت به رویه‌های فاسد در قبال این شرکت است استعفا داد.
در اکتبر ۲۰۱۹ هاکستین توسط مقامات سابق ایالات متحده در ارتباط با رسوایی ترامپ-اوکراین مورد اشاره قرار گرفت. گزارش شد که از اوایل مه ۲۰۱۹ هاکستین به کارکنان شورای امنیت ملی هشدار داده بود که تاکتیک‌های فشار رودی جولیانی و گوردون ساندلند باعث نگرانی رئیس‌جمهور اوکراین، ولودیمیر زلنسکی شده است. همچنین گزارش شد که ریک پری برنامه‌ریزی کرده بود تا هاکستین را از هیئت مدیره نفتوگاز با شخصی که با منافع جمهوری‌خواهان همسو باشد جایگزین کند. پری این گزارش‌ها را تکذیب کرد.